# Cranichis macroblepharis
Cranichis macroblepharis är en orkidéart som beskrevs av Heinrich Gustav Reichenbach. Cranichis macroblepharis ingår i släktet Cranichis, och familjen orkidéer.
Artens utbredningsområde är Ecuador. Inga underarter finns listade i Catalogue of Life.